# Aphytis acutaspidis
Aphytis acutaspidis är en stekelart som beskrevs av Rosen och Debach 1979. Aphytis acutaspidis ingår i släktet Aphytis och familjen växtlussteklar. Inga underarter finns listade i Catalogue of Life.